# Pienisaari (ö i Södra Karelen, Villmanstrand, lat 60,67, long 27,98)
Pienisaari är en ö i Finland. Den ligger i sjön Salajärvi och i kommunen Villmanstrand i den ekonomiska regionen  Villmanstrands ekonomiska region  och landskapet Södra Karelen, i den södra delen av landet, 170 km öster om huvudstaden Helsingfors. Öns area är 0,5 hektar och dess största längd är 90 meter i sydöst-nordvästlig riktning.